# Sympiesis fragariae
Sympiesis fragariae är en stekelart som beskrevs av Miller 1970. Sympiesis fragariae ingår i släktet Sympiesis och familjen finglanssteklar. Inga underarter finns listade i Catalogue of Life.